# دانه‌خوار خاکستری
دانه‌خوار خاکستری (نام علمی: Sporophila intermedia) نام یک گونه از سرده دانه‌خوارهای اصلی است.